# Bishop's Cove
Bishop's Cove es un pueblo canadiense situado en la provincia de Terranova y Labrador.

## Superficie
Bishop's Cove tiene una superficie de 1,9 km².

## Demografía
En 2021, tenía 252 habitantes, una densidad poblacional de 132,4 hab./km², y 147 viviendas.